# Gać Pawęzowa
Gać Pawęzowa – część wsi Gać Kaliska w Polsce, położona w województwie wielkopolskim, w powiecie kaliskim, w gminie Koźminek. Wchodzi w skład sołectwa Gać Kaliska.
W latach 1975–1998 Gać Pawęzowa administracyjnie należała do województwa kaliskiego.